# بيتر تورك
بيتر تورك (بالإنجليزية: Peter Tork)‏ اسمه الحقيقي بيتر هالستون ثوركلسون ولد في 13 فبراير 1942 وهو موسيقي وممثل أمريكي، اشتهر كعازف لوحة مفاتيح الموسيقية وعازف جيتار في فرقة المونكيز.

## النشأة
ولد تورك في العاصمة واشنطن. على الرغم من أنه ولد في مقاطعة كولومبيا في عام 1942  ، الا أن العديد من المقالات الإخبارية بشكل غير صحيح أفادت أنه ولد في عام 1944 في مدينة نيويورك، والتي كُتبت في البينات الصحفية المبكرة للمونكيز. والدته نيي ستراوس ووالده هالستون جون ثوركلسون، أستاذ الاقتصاد في جامعة كونيتيكت. كان جده لأبيه من أصل نرويجي، في حين كانت والدته نصف يهوديه ألمانيه ونصف بريطانية. بدأ بدراسة البيانو في سن التاسعة، والتي اظهرت مجاله الموسيقي من خلال تعلمه للعديد من الآلات المختلفة منها البانحو، والكمان الأجهر و القيثارات. درس تورك في مدرسة ويندهام الثانوية في ويليمانتيك كونيتيكت، وكان عضوًا في أول دفعة تخرجت من مدرسة إي أو سميث الثانوية في ستورز كونيتيكت. التحق بجامعة كارلتون قبل انتقاله إلى مدينة نيويورك، حيث أصبح جزءًا من فرقه موسيقيه شعبيه في قرية غرينتش في بداية الستينيات. أثناء وجوده هناك، أصبح صديقًا للموسيقيين المبتدئين مثل ستيفن ستيلز. 

## المونكيز

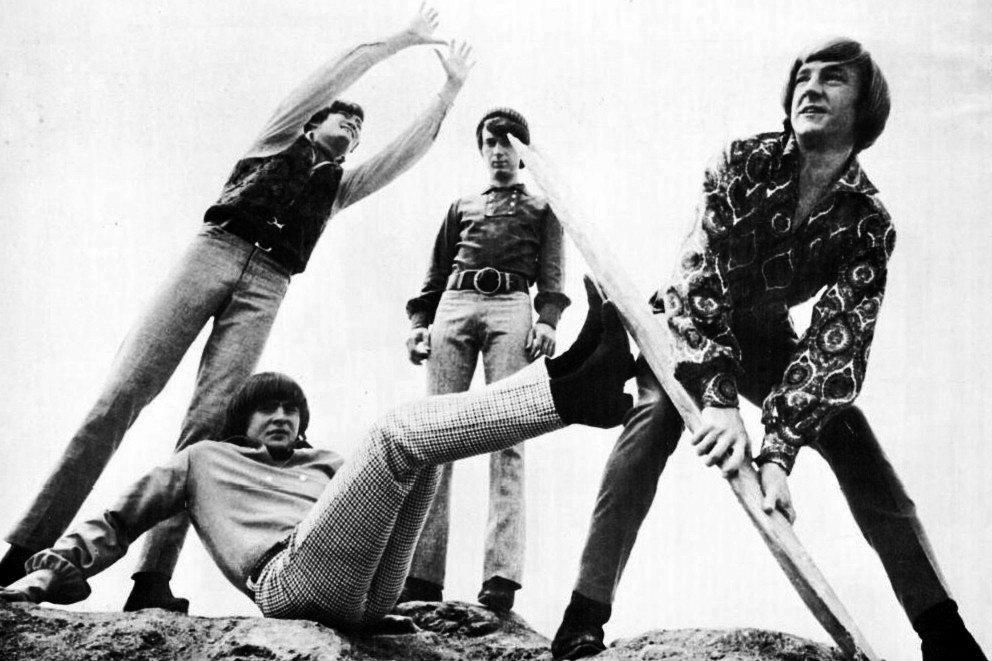
تورك (يمين) مع المونكيز 1966

كان ستيفن ستيلز قد خضع للمراجعة في المسلسل التلفزيوني الجديد عن أربعة موسيقيين من فرق موسيقى الروك البوب ولكن تم رفضه لأن منتجي البرنامج شعروا أن شعره وأسنانه لن تظهر بشكل جيد على الكاميرا سألوا ستيلز إذا كان يعرف شخصاً ما لديه «نظرة مفتوحة من الشمال» مثله، واقترح «ستيلز» اختبار صديقه «تورك» للدور حصل ترك على الوظيفة وأصبح واحداً من الأعضاء الأربعة في المونكيز، وهي فرقة بوب خيالية في منتصف الستينيات، تم إنشاؤها لمسلسل تلفزيوني مكتوب حول الفرقة الخيالية. . كان تورك أكبر عضو في المجموعة.
كان تورك موسيقًا ماهرًا، وعلى الرغم من أن الفرقة لم يكن مسموحًا لهم بالعزف على آلاتهم الموسيقية الخاصة في أول ألبومين لهم، إلا أنه كان استثنائياً، حيث قام بعزف ما وصفه بـ «قيثارة الكرسي الثالث» على أغنية مايك نسميث «بابا جينز بلو» من ألبومهم الأول. . في وقت لاحق عزف الكيبورد، غيتار البيس، بانجو، وهاربسكورد، وغيرها من الآلات على تسجيلاتهم.. كما شارك في كتابته، جنبا إلى جنب مع جوي ريتشاردز، في الأغنية الختامية للموسم الثاني من المونكيز، «لـ لأجل بيت» في البرنامج التلفزيوني. تدرب تورك على الغناء في قرية غرينتش في نيويورك. ييحتوي قرص الفيديو الرقمي (دي في دي) على الموسم الأول من المسلسل على تعليق من مختلف أعضاء الفرقة. وذكر نسميث أن تورك كان أفضل في العزف على الإيتار أكثر من البيس، ذكر تورك أن دايفي جونز كان عازف طبول جيد وكان فقط يعتمد على عروض الأداء المباشر للعزف، وكان ينبغي أن يعزف تورك على الإيتار ونسميث على البيس وجونز على الطبول، وجعل ميكي دولنز العضو الرئيسي للفرقه، بدلاً من ذلك فقد عزف (نسميت على الإيتار، تورك على البيس، ودولنز على الطبول). وشغل جونز لفترة وجيزة بدلاً من تورك على البيس عندما كان يعزف على الكيبورد.
كان التسجيل والإنتاج كمجموعة من أهم اهتمامات تورك، وأعرب عن أمله في أن يواصل الأعضاء الأربعة العمل معاً كفرقة في التسجيلات المستقبلية. ومع ذلك، فإن الأربعة لم يكن لديهم ما يكفي من القواسم المشتركة فيما يتعلق بمصالحهم الموسيقية.
ساهم تورك، الذي كان خالياً من قيود دون كريشنير، في عام 1967، في بعض أكثر الإيقاعات الموسيقية التي لا تنسى، مثل مقدمة البيانو لأغنية «مؤمن بأحلام اليقظة» وجزء عزف البانجو لأغنية «أنت أخبرتني»، بالإضافة إلى كتابة الأغاني بين حين لآخر مثل «لأجل بيت» و «ليدي بيبي».
كان تورك قريبًا من جدته، ويقيم معها أحيانًا في قرية غرينويتش، وبعد أن أصبح عضواً في المونكيز كان «غرامز» واحدًا من أكثر مؤيديه حماسة، وكان يدير نادي المعجبين، وكثيراً ما كان يكتب رسائل شخصية للأعضاء، ويزور متاجر الموسيقى.
تم إنتاج ستة ألبومات مع فرقة المونكيز الأصلية، أربعة منها احتلت المركز الأول على لوحة بيلبورد.  واستكمل هذا النجاح بموسمين من البرنامج التلفزيوني، وسلسلة من جولات الحفلات الموسيقية الناجحة في كل أنحاء أميركا وخارجها. ومع ذلك، فإن التوترات، سواءً الموسيقية أو الشخصية، كانت تتزايد في الفرقة يوماً بعد يوم.
بعد أن كانت تواجه الفرقة الكثير من الضغوطات، أراد تورك على «الاستنفاد» من الجدول الزمني المرهق، اشترى تورك في السنوات الأربع المتبقية من عقده بعد أن اكتمل التصوير في 20 ديسمبر 1968، وتأخر بدفع 150000 دولار[بحاجة لمصدر] . أعطى نسميث لتورك ساعة ذهبية كهدية أثناء رحيله، مصنوعة «من الزملاء في العمل». لكنه قام باستبدال الساعة في السنوات لاحقة
.

## ما بعد المونكيز

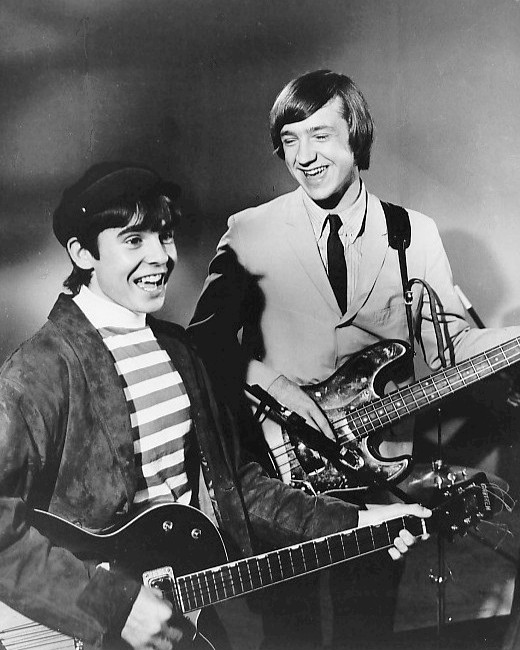
تورك (يمين) و جونز 1966

أثناء رحلته إلى لندن في ديسمبر 1967، شارك تورك في موسيقى البانجو من فيلم جورج هاريسون «وندر وول» عام 1968 ظهرت مسرحيته في الفيلم، ولكن ليس على ألبوم الموسيقى المصور الرسمي لـ«وندر وول» الذي صدر في نوفمبر 1968 . يمكن سماع سلسلة تورك باختصار من البانجو بعد 16 دقيقة من الفيلم، حيث تم القبض على البروفيسور كولينز من قبل والدته أثناء التجسس. على جاره بيني لين.
بينما كان يعمل بشكل منفرد، قرر تشكيل فرقة تسمى "بيتر تورك" والاداء مع صديقته ريني ستيوارت. قال تورك إنهما قاما بتسجيل بعض العروض.ووفقاً لستيوارت كان من المفترض أن يذهب إلى ماسل شولز باسم الفرقة دعماً لماي هان في الألبوم المنفرد (1970)، لكنه استبدل في نهاية المطاف. عزفوا بشكل رئيسي في الحفلات، واعتمدت واحدة من أغانيهم للموسيقى التصويرية إلى إيزي رايدر، ولكن المنتجين - الذين قاموا أيضا بانتاج فيلم هيد - قرروا في النهاية عدم إدراج الأغنية، لم يتمكن الإصدار من تأمين عقدًا قياسيًا، وبحلول عام 1970، كان تورك مرة أخرى فنانًا منفردًا، كما ذكر لاحقًا، "لم أكن أعرف كيف ألتزم بذلك. نفذت النقود وأخبرت أعضاء الفرقة،" يمكنني " دعمنا كطاقم بعد الآن، يجب عليكم فقط أن تجدوا طريقكم الخاص
كما فشلت شركة تورك للتسجيل وإنتاج الأفلام، في إطلاقها. تم إجباره على بيع منزله في عام 1970، وانتقل مع راين ستيوارت إلى الطابق السفلي من منزل دايفيد كروسبي. تمت إحالة تورك من المشاركة في تنظيم أغنية فردية مع ميكي دولنز على تسجيلات ام جي ام في عام 1971. تم اعتقاله وإدانته بحيازة الحشيش إلى ثلاثة أشهر في سجن أوكلاهوما في عام 1972. انتقل إلى فيرفاكس في مقاطعة مارين، كاليفورنيا، في أوائل السبعينيات من القرن العشرين، انضم إلى جوقة فيرفاكس ستريت جوير، وعزف الجيتار لفرقة موسيقى البلوز تسمى أوسيولا. عاد تورك إلى جنوب كاليفورنيا في منتصف السبعينيات، حيث تزوج وكان يملك ابناً، أخذ وظيفة التدريس في مدرسة باسيفيك هيلز فيسانتا مونيكا لمدة عام ونصف. أمضى ثلاث سنوات كمدرس للموسيقى، والدراسات الاجتماعية، والرياضيات، والفرنسية، والتاريخ، والبيسبول في عدد من المدارس
انضم بيتر تورك إلى دولنز وجونز كضيف في جولة الحفلات الموسيقية في 4 يوليو، 1976 في ديزني لاند. في وقت لاحق من ذلك العام اجتمع مع جونز ودولنز في الاستوديو لتسجيل أغنية «كريسماس از ماي تايم اوف ذا يير»، التي شهدت إصدارًا محدودًا لأعضاء المعجبين في موسم الأعياد. كما قام تورك بعدة مرات بالتمثيل كوالد توبانجا لورانس في بويز ميتس وورلد.

## التسجيلات
أدى لقاء محتمل مع المدير التنفيذي لسلسلة سجلات سِير بات هورغان في مدينة نيويورك إلى تسجيل تورك لستة أغنيات، وهو أول تسجيل له منذ سنوات عديدة. تم تسجيلها في صيف عام 1980، حيث ظهر تورك، الذي غني، وعزف الإيتار الإيقاعي، الكيبورد، والبانجو. كان مدعوماً من قبل فرقة الروك الجنوبية كوتن ماوث، بقيادة عازف الجيتار / المغني / كاتب الأغاني جوني بونتيف، ويشرف جيرارد تراهان على الإيتار / الكيبورد / الغناء، وجين بيلي على البيس غيتار / الغناء، وقرع الطبول.
أنتجت هورغان المسارات الستة. حضر أيضا في الجلسات جوان جيت، كريسي هيندي من ذا بينتريدرز، وتومي رامون من رامونيس. رفض رئيس شركة ساير، قائلاً «لا يوجد محتوى». سجل تورك مجموعة ثانية من العروض التوضيحية في مدينة نيويورك، ولكنه لم يعرف الكثير عن هذه الأشياء (بخلاف حقيقة أن أحد المسارين كانت نسخة أخرى من «أحد بليزانت فالي» مع فرقة غير معروفة، وظهرت موسيقى كمان منفرد)
خلال هذا الوقت، ظهر تورك بانتظام في برنامج العم فلويد خارج نيو جيرسي . قام بتأليف الكوميديا والمزامنة مع تسجيلات ساير. زعم فلويد أن تورك كان «أول نجم حقيقي» يظهر على العرض. (لاحقًا، تبعه دايفي جونز، والرامون، والشظايا، وآخرون على خطاه).
في عام 1981 أصدر 45 دقيقة لـ («ام نوت يور ستبين ستون») و («هاير آند هاير») مع «نيو مونكيز». كما قام ببعض عروض الأندية والعروض التلفزيونية المباشرة، بما في ذلك شارك في جزء «الفوز بمواعدة مع بيتر تورك» في برنامج ليلة متأخرة مع دايفيد ليترمان ‏ في يوليو 1982.

## عودة المونكيز
في عام 1986، بعد جولة 1985 انضم مع جونز في أستراليا، عاد تورك إلى زملائه المونكيز دايفي جونز وميكي دولنز في جولة لم الشمل للذكرى العشرين والتي نجحت نجاحاً ساحقاً. تم تسجيل ثلاث أغنيات جديدة من قبل تورك ودولنز لإصدار ألبوم لأكثر الأغاني شهرة للفرقة. سجل المونكيز الثلاثة «بول ايت!». بعد عقد من الزمن، سجل جميع أعضاء المجموعة الأربعة «جست اس»، أول تسجيل يجميع الأعضاء الأربعة منذ عام 1968. وقاموا بأداء مباشر في المملكة المتحدة في عام 1997، ولكن في السنوات القليلة التالية، قام الثلاثي تورك ودولنز وجونز بجولة معًا. انفصل المونكيز الثلاثة في عام 2001 ولكنهم عادوا في عام 2011 لسلسلة من الحفلات للذكرى الـ45 للفرقة في إنجلترا والولايات المتحدة.
منذ عام 1986، قام تورك بجولة متقطعة مع زملائه السابقين في الفرقة، كما شارك مع فرقته الخاصة «بيتر تورك بروجيكت» و «شو سوايد بلوز». في عام 1991 . 
 وفي عام 2001، امضى تورك وقتًا طويلاً من الجولات حتى ظهر في دور رائد في الفيلم القصير «إشارات مختلطة»، من تأليف وإخراج جون غراتزيانو
في عام 2002، استأنف تورك العمل مع فرقته شو سوايد بلوز. والتي تؤدي الفرقة موسيقى البلوز الأصلية، وأغلفة البلوز الكلاسيكية وشاركت المسرح مع فرق مثل «الكابتن الأعرج». قامت الفرقة بجولة كبيرة في فترة بين 2006-2007 بعد صدور ألبوم «فندق كامبريا». 
أيضاً ظهر تورك في جزء صغير لدور والد توبانغا لورانس "جيديداه لورنس" على المسلسل الكوميدي بوي ميتس ورلد. في ظهوره الثاني، في عام 1995، انضم إلى دايفي جونز وميكي دولنز في الحلقة الثامنة من الموسم الثالث (بعنوان "رايف اون")، على الرغم من أن المونكيز لم يقوموا بالتمثيل (صُنف تورك مرة أخرى باسم "جيديداه لورنس"، في حين أن دايفي جونز كان "ريجنالد فيرفيلد" وشخصية دولنز هي "جوردي"، ولكن في ذروة البرنامج، يأخذ الثلاثة المسرح معاً لأداء أغنية بودي هولي الكلاسيكية " لا تتلاشى"، و "فتاتي ". بطريقة ساخرة، الممثل ديف مادنا لذي الذي لعب دور المدير في "عائلة بارتيريدج"، ظهر أيضاً كمدير والذي فجأة يرغب في التعامل مع الفرقة "الجديدة"، ليخبرهم أنهم "يمكن أن يكونوا أكبر من فريق البيتلز ". يقال بأن عضو المونكيز السابق مايك نسميث وباتي بويد الزوجة السابقة لنجم البيتلز جورج هاريسون حضرا تسجيل اللقطات. تم إضافة بوي ميتس ورلد حلقة "رايف اون" على تقيمات قاعدة بيانات الأفلام على الإنترنت."
في أوائل عام 2008، قام تورك بإضافة «كاتب عمود المشورة» إلى سيرته الذاتية الموسعة من خلال تأليفه لنصيحة ومعلومات عبر الإنترنت تسمى «اسأل بيتر تورك» في وويبزاين ذا دايلي بانيك .  
في عام 2011، انضم إلى دولنز وجونز في جولة 2011، «أمسية مع المونكيز: جولة الذكرى السنوية الـ45». 
في عام 2012، انضم بيتر تورك وميكي دولنز ومايكل نسميث معاً في جولة للمونكيز للذكرى الـ45 لألبوم «هيد كواترز» وكذلك تكريما للعضو الراحل دايفي جونز. 

## السرطان
في 3 مارس 2009، أفاد «تورك» في موقعه على الإنترنت أنه تم تشخيصه بسرطان الكيس الغداني، وهو نوع نادر جداً من سرطان. اكتشفت خزعة مبدئية أن السرطان لم ينتشر بعد. أوضح تورك. «من النادر جداً التغلب عليه لأنه لا توجد الكثير من الخبرة بين المجتمع الطبي حول هذه التركيبة المعينة. من ناحية أخرى، لا يهم مكان السرطان، مايهم هو انه معروف إلى حد ما وأن التشخيص على مايرام».خضع تورك لعلاج الأشعة لمنع عودة السرطان. 
في 4 مارس 2009، خضع تورك لعملية جراحية مكثفة في مدينة نيويورك، والتي كانت ناجحة.
في 11 يونيو 2009، ذكر متحدث باسم تورك أن السرطان قد عاد. وقال إن الأطباء أعطوه نسبة 80 ٪ لاحتواء الورم الجديد وتقليصه. 
في يوليو 2009، أثناء خضوعه للعلاج الإشعاعي، أجريت معه مقابلة مع صحيفة واشنطن بوست: «لقد شفيت بسرعة كبيرة بعد الجراحة، وكنت آمل أن أتحسن غير أن آثار الإشعاع سيؤثر على صحتي.يبدو صوتي وطاقتي بشكل لائق، لذا ربما يمكنني الاستمرار في الحفلات بعد كل شيء.» وتابع للقيام بجولات والأداء أثناء تلقي العلاج. 
في 15 سبتمبر 2009، أخبره طبيبه بأنه قضى على السرطان.
قام تورك بتوثيق خبرته في مجال السرطان على الفيسبوك وشجع معجبيه على دعم الجهود البحثية التي تقوم بها مؤسسة أبحاث سرطان الغدد الكظرية (مؤسسة أبحاث كاليفورنيا للكيس الغداني).  

## الحياة الشخصية
يقيم تورك حاليا في مانسفيلد، كونيتيكت .  وقد تزوج أربع مرات 
- جودي باب
- رين ستيوارت - ابنه واحده، هالي إليزابيث، من مواليد 25 يناير 1970
- باربرا يانولي - ابن واحد، إيفان جوزيف، من مواليد 22 ديسمبر
- بام

لديه أيضا ابنة، إيريكا ماري، والتي ولدت في 15 يونيو 1997، من علاقة مع تامي سوستيك.

## وفاته
توفي تورك عن عمر يناهز 77 عامًا في 21 فبراير، 2019. وفقا لأسرته ، كان موت تورك نتيجة لسرطان الكيس الغداني. توفي في منزل عائلته في مانسفيلد (كونيتيكت).

## قائمة الأغاني
- "For Pete's Sake"
- "Band 6"
- "Zilch"
- "Goin' Down"
- "No Time"
- "?Long Title: Do I Have To Do This All Over Again"
- "?Can You Dig It"
- "Lady's Baby"
- "Tear the Top Right Off My Head"
- "Gettin' In"
- "MGB-GT"
- "Merry Go Round"
- "Get What You Pay For"
- "Sea Change"
- "I Believe You"
- "Run Away From Life"
- "Miracle"
- "Tender Is"
- "Easy Rider"
- "Hi Babe"
- "Little Girl"
- "God Given Grant" [17]
- "Ain't Your Fault" [17]
- "Mister Bob" [26]

## روابط خارجية
- بيتر تورك على موقع IMDb (الإنجليزية)
- بيتر تورك على موقع الموسوعة البريطانية (الإنجليزية)
- بيتر تورك على موقع ألو سيني (الفرنسية)
- بيتر تورك على موقع ميوزك برينز (الإنجليزية)
- بيتر تورك على موقع أول موفي (الإنجليزية)
- بيتر تورك على موقع قاعدة بيانات الأفلام السويدية (السويدية)
- بيتر تورك على موقع إن إن دي بي (الإنجليزية)
- بيتر تورك على موقع أول ميوزيك (الإنجليزية)
- بيتر تورك على موقع ديسكوغز (الإنجليزية)
- بيتر تورك على موقع قاعدة بيانات الفيلم (الإنجليزية)